# Lee Bum-young
Lee Bum-young (kor. 이범영, ur. 2 kwietnia 1989 w Seulu) – południowokoreański piłkarz występujący na pozycji bramkarza w reprezentacji Korei Południowej, zawodnik Jeonbuk Hyundai Motors.
Znalazł się w kadrze na Mistrzostwa Świata 2014.

## Życiorys

### Kariera klubowa
Był zawodnikiem koreańskich klubów: Busan IPark i Gangwon FC, oraz japońskiego klubu Avispa Fukuoka.
4 stycznia 2019 podpisał kontrakt z koreańskim klubem Jeonbuk Hyundai Motors, umowa do 31 grudnia 2020; bez odstępnego.   

### Kariera reprezentacyjne
Był reprezentantem Korei Południowej w kategoriach wiekowych: U-20 i U-23.
W seniorskiej reprezentacji Korei Południowej zadebiutował 8 września 2014 na stadionie Goyang Stadium (Goyang, Korea Południowa) w meczu towarzyskim przeciwko reprezentacji Urugwaju.

## Sukcesy

### Klubowe
Busan IPark
- Zdobywca drugiego miejsca w Pucharze Ligi Koreańskiej: 2009, 2011
- Zdobywca drugiego miejsca w Pucharze Korei Południowej: 2010

Jeonbuk Hyundai Motors
- Zwycięzca K League 1: 2019

### Reprezentacyjne
Korea Południowa
- Zwycięzca Pucharu Azji Wschodniej: 2015